# 寺田陽次郎
寺田 陽次郎（てらだ ようじろう、英: Yojiro Terada、1947年3月26日 - ）は、日本のレーシングドライバー。兵庫県神戸市垂水区出身。
ル・マン24時間レースに長年に渡り参戦し、日本では「ミスター ル・マン」の愛称で知られる。現在はマツダ車専門のチューニングパーツブランドの株式会社オートエクゼの代表取締役社長。娘は声優の七緒はるひ。元妻は元タレント、リポーター。

## 人物
実家は神戸で盛んだった子供向け合成樹脂シューズ製造をしている靴メーカーで、住み込みの靴職人が30-40名いる環境で育った。寺田は小学校3年の時に家の庭で初めて自動車の運転を経験した。中学から高校の頃には自動車のレーサーになりたいという気持ちがあり、ホンダが葉巻型ボディに日の丸カラーでF1に参戦している記事を見て、「なぜホンダなのにドライバーが外人なんだろう。じゃあ、自分がなってやろうじゃないか。」と考えるような少年だった。しかし家では父親が中学3年の時に亡くなっており、母は大学に行って家業を継ぐことを望んでいた。
寺田はレーサーになることを望み上京、知人の紹介でレーサー古我信生に弟子入りする。実家は誰も継がなかったため、廃業となった。このため母親とはしばらく口を利くことが無くなったという。しかしレース活動を開始するには資金が必要であり、「4年間大学に行かせるためのお金を全部僕に賭けてほしい」と何度も説得。母は最後には折れ、寺田は「母の大きな愛情だったと思う。ものすごく感謝している。」と述べている。
師である古我はホンダ系の人物であり、そのため当初はホンダ関連のクラブで手伝いをして18歳から約4年、母から支援を受けたお金でプライベーターとしてレース経験を重ねた。22歳の時にマツダがレース活動を開始するためにドライバーを募集しているのを知り、マツダオート東京に就職。新たに開設されたモータースポーツ相談室に配属された。社員ドライバーとして、マツダのロータリーエンジンを搭載したプロトタイプカーシグマ・MC74で1974年のル・マン24時間レースでル・マン初参戦。1979年にはRX-7で参戦した。その後1981年から2008年まで連続してル・マンに挑戦しており、1983年・1988年・1990年・1996年にはクラス優勝を飾っている。現在まで29回参加しており現役最多出場。
耐久レースに強く、デイトナ24時間レース（アメリカ）、ル・マン24時間レース（フランス）、スパ・フランコルシャン24時間レース（ベルギー）の世界3大24時間レースを初めて完走した日本人ドライバー。
2003年には長年ル・マン24時間に参戦してきた功績を認められ、ル・マン24時間の主催者であるフランス西部自動車クラブ（ACO）の理事に迎えられたほか、2006年にはACOが制定する「The spirit of le mans award」を日本人として初受賞。
2007年10月にACOの日本法人「ACO JAPAN株式会社」（現・株式会社JLMS）が設立されるとその初代社長となった。
国際的なレース活動をしていることから、2010年に観光庁の初代スポーツ観光マイスターに任命された。
東北地方の子供達の自立支援プログラムSupport Our Kids活動を積極的に支援。2013年より子供達を毎年ル・マン24時間レースに派遣している。
2023年6月19日、フランス政府より長きにわたるル・マン24時間レースへの参戦と日仏の友好関係強化へ貢献した功績を称えられ、国家功労勲章シュヴァリエを受章した。

## レース戦績

### 全日本ツーリングカー選手権
| 年   | チーム           | 使用車両              | クラス | 1     | 2       | 3     | 4     | 5      | 6     | 順位 | ポイント |
| ---- | ---------------- | --------------------- | ------ | ----- | ------- | ----- | ----- | ------ | ----- | ---- | -------- |
| 1990 | アートネイチャー | フォード・シエラRS500 | JTC-1  | NIS 8 | SUG Ret | SUZ 8 | TSU 2 | SEN 22 | FSW 4 |      |          |

### ル・マン24時間レース
| 年     | チーム                                            | コ・ドライバー                                  | 使用車両                       | クラス   | 周回 | 総合順位 | クラス順位 |
| ------ | ------------------------------------------------- | ----------------------------------------------- | ------------------------------ | -------- | ---- | -------- | ---------- |
| 1974年 | マツダ オートモーティブ                           | 岡本安弘 高橋晴邦                               | シグマ・MC74-マツダ            | S 3.0    | 155  | NC       | NC         |
| 1981年 | マツダスピード                                    | 鮒子田寛 ウィン・パーシー                       | マツダ・RX-7                   | IMSA GTO | 25   | DNF      | DNF        |
| 1982年 | マツダスピード                                    | 従野孝司 アラン・モファット                     | マツダ・RX-7                   | IMSA GTX | 282  | 14位     | 6位        |
| 1983年 | マツダスピード                                    | 従野孝司 片山義美                               | マツダ・717C                   | C Jr.    | 302  | 12位     | 1位        |
| 1984年 | マツダスピード                                    | ピエール・デュドネ 従野孝司                     | マツダ・727C                   | C2       | 261  | 20位     | 6位        |
| 1985年 | マツダスピード                                    | 片山義美 従野孝司                               | マツダ・737C                   | C2       | 264  | 24位     | 6位        |
| 1986年 | マツダスピード                                    | 片山義美 従野孝司                               | マツダ・757                    | GTP      | 59   | DNF      | DNF        |
| 1987年 | マツダスピード                                    | 片山義美 従野孝司                               | マツダ・757                    | GTP      | 34   | DNF      | DNF        |
| 1988年 | マツダスピード                                    | デイビット・ケネディ ピエール・デュドネ         | マツダ・757                    | GTP      | 337  | 15位     | 1位        |
| 1989年 | マツダスピード                                    | マルク・デュエツ フォルカー・ヴァイドラー       | マツダ・767                    | GTP      | 339  | 12位     | 3位        |
| 1990年 | マツダスピード                                    | 片山義美 従野孝司                               | マツダ・767B                   | GTP      | 304  | 20位     | 1位        |
| 1991年 | マツダスピード オレカ                             | ピエール・デュドネ 従野孝司                     | マツダ・787B                   | C2       | 346  | 8位      | 8位        |
| 1992年 | マツダスピード オレカ                             | マウリツィオ・サンドロサーラ 従野孝司           | マツダ・MXR-01                 | C1       | 124  | DNF      | DNF        |
| 1993年 | ロータス・スポーツ チェンバレン・エンジニアリング | ピーター・ハードマン ソーキルド・サイリング     | ロータス・エスプリ S300        | GT       | 92   | DNF      | DNF        |
| 1994年 | チーム・アートネイチャー                          | フランク・フレオン ピア・デ・トワジ             | マツダ・RX-7 GTO               | IMSA GTS | 250  | 15位     | 2位        |
| 1995年 | D.T.R. マツダスピード                             | ジム・ダウニング フランク・フレオン             | Kudzu・DG-3-Mazda              | WSC      | 282  | 7位      | 3位        |
| 1996年 | マツダスピード                                    | ジム・ダウニング フランク・フレオン             | Kudzu・DLM-Mazda               | LMP2     | 251  | 25位     | 1位        |
| 1997年 | Team D.T.R マツダスピード                         | ジム・ダウニング フランク・フレオン             | Kudzu・DLM-4-Mazda             | LMP      | 263  | 17位     | 6位        |
| 1998年 | クラージュ・コンペティション                      | フランク・フレオン オリビエ・テブナン           | クラ―ジュ・C36-ポルシェ        | LMP1     | 300  | 16位     | 5位        |
| 1999年 | オートエクゼ・モータースポ―ツ                     | フランク・フレオン ロビン・ドナヴァン           | オートエクゼ・LMP99-フォード   | LMP      | 74   | DNF      | DNF        |
| 2000年 | レイチェル・ウェルター                            | リチャード・バランドラス シルヴァン・ブーレイ   | WR・LMP-プジョー               | LMP675   | 266  | 26位     | 2位        |
| 2001年 | ジェラール・ウェルター                            | ステファン・ダウディ ジャン・ルネ・ド・フルヌー | WR・LMP-プジョー               | LMP675   | 245  | 19位     | 2位        |
| 2002年 | オートエクゼ・モータースポ―ツ                     | ジョン・ファーガスs ジム・ダウニング            | オートエクゼ WR・LMP-02-マツダ | LMP675   | 5    | DNF      | DNF        |
| 2003年 | レイチェル・ウェルター                            | オリビエ・ポルタ ギャビン・ピカリング           | WR・LMP01-プジョー             | LMP675   | 235  | NC       | NC         |
| 2004年 | レイチェル・ウェルター                            | パトリス・ルーセル オリビエ・ポルタ             | WR・LM2001-プジョー            | LMP2     | 270  | 26位     | 2位        |
| 2005年 | レイチェル・ウェルター                            | パトリス・ルーセル ウィリアム・ビニー           | WR・LMP04-プジョー             | LMP2     | 233  | NC       | NC         |
| 2006年 | ビニー・モータースポーツ                          | ウィリアム・ビニー アレン・ティンパニー         | ローラ・B05/42-ザイテック      | LMP2     | 326  | 13位     | 2位        |
| 2007年 | T2Mモータースポーツ                               | ロビン・ロンチェカル 山岸大                     | 童夢・S101                     | LMP2     | 56   | DNF      | DNF        |
| 2008年 | TERRAMOS                                          | 加藤寛規 高橋一穂                               | クラージュ・LC70-無限          | LMP1     | 224  | NC       | NC         |